# 愛知県第13区
愛知県第13区（あいちけんだい13く）は、日本の衆議院における選挙区。1994年（平成6年）の公職選挙法改正で設置。

## 区域
1994年（平成6年）公職選挙法改正以降の区域は以下のとおりである。
- 碧南市
- 刈谷市
- 安城市
- 知立市
- 高浜市

## 歴史
旧碧海郡5市で構成される選挙区。当地域は1920年代から1930年代にかけて「日本デンマーク」と呼ばれた安城市を中心に、農業が盛んであった。灌漑施設の整備によって、太平洋戦争前は愛知県屈指の農業地帯であった。近年は自動車産業が盛んな工業地域であり、トヨタ系労組や無党派層の増加が目立つ。そのため、近年は野党系の候補が有利になる傾向のある地域である。
1996年の第41回衆議院議員総選挙では、新進党の島聡が小選挙区で当選するも、2000年から2005年まで自由民主党の大村秀章が小選挙区で3連勝していた。ただし、2005年以外は票差が毎回1万を切る接戦で、特に2000年の第42回衆議院議員総選挙では339票差という大激戦であった。
2009年の第45回衆議院議員総選挙では、大村が民主党新人の大西健介に敗れ、比例復活となった。2012年の第46回衆議院議員総選挙では、前愛知県議会議員で自民党の大見正が大西を1,483票差で破り初当選（大西は比例復活で当選）したが、2014年の第47回衆議院議員総選挙、2017年の第48回衆議院議員総選挙では大西が大見を連続で下し、大見は共に比例復活となった。
2021年の第49回衆議院議員総選挙では大西が大見に代わって出馬した石井拓を下し、石井は比例復活となり、候補者2人が両者当選となった。2024年の第50回衆議院議員総選挙では、本選挙区の当選者と次点の票差では最大となる約47,000票差で大西が石井を再び下し、石井は比例復活できなかった。本選挙区で比例復活当選者が生じないのは2005年以来2度目。
第50回衆議院議員総選挙から、愛知県は15選挙区から1増の16選挙区となる改定があったが、当選挙区は変更はない（発足以来変化なし）。

## 小選挙区選出議員
| 選挙名                 | 年     | 当選者   | 党派       |
| ---------------------- | ------ | -------- | ---------- |
| 第41回衆議院議員総選挙 | 1996年 | 島聡     | 新進党     |
| 第42回衆議院議員総選挙 | 2000年 | 大村秀章 | 自由民主党 |
| 第43回衆議院議員総選挙 | 2003年 | 大村秀章 | 自由民主党 |
| 第44回衆議院議員総選挙 | 2005年 | 大村秀章 | 自由民主党 |
| 第45回衆議院議員総選挙 | 2009年 | 大西健介 | 民主党     |
| 第46回衆議院議員総選挙 | 2012年 | 大見正   | 自由民主党 |
| 第47回衆議院議員総選挙 | 2014年 | 大西健介 | 民主党     |
| 第48回衆議院議員総選挙 | 2017年 | 大西健介 | 希望の党   |
| 第49回衆議院議員総選挙 | 2021年 | 大西健介 | 立憲民主党 |
| 第50回衆議院議員総選挙 | 2024年 | 大西健介 | 立憲民主党 |

## 選挙結果
時の内閣：第1次石破内閣 解散日：2024年10月9日 公示日：2024年10月15日
当日有権者数：42万2024人 最終投票率：59.86%（前回比：1.70%） （全国投票率：53.85%（2.08%））
| 当落 | 候補者名 | 年齢 | 所属党派   | 新旧 | 得票数    | 得票率 | 惜敗率 | 推薦・支持 | 重複 |
| ---- | -------- | ---- | ---------- | ---- | --------- | ------ | ------ | ---------- | ---- |
| 当   | 大西健介 | 53   | 立憲民主党 | 前   | 137,944票 | 56.31% | ――     |            | ○    |
|      | 石井拓   | 59   | 自由民主党 | 前   | 90,214票  | 36.83% | 65.40% | 公明党推薦 | ○    |
|      | 牛田清博 | 66   | 日本共産党 | 新   | 16,818票  | 6.87%  | 12.19% |            |      |

時の内閣：第1次岸田内閣 解散日：2021年10月14日 公示日：2021年10月19日
当日有権者数：42万2731人 最終投票率：61.56%（前回比：1.05%） （全国投票率：55.93%（2.25%））
| 当落 | 候補者名 | 年齢 | 所属党派   | 新旧 | 得票数    | 得票率 | 惜敗率 | 推薦・支持 | 重複 |
| ---- | -------- | ---- | ---------- | ---- | --------- | ------ | ------ | ---------- | ---- |
| 当   | 大西健介 | 50   | 立憲民主党 | 前   | 134,033票 | 52.72% | ――     |            | ○    |
| 比当 | 石井拓   | 56   | 自由民主党 | 新   | 120,203票 | 47.28% | 89.68% | 公明党推薦 | ○    |

時の内閣：第3次安倍第3次改造内閣 解散日：2017年9月28日 公示日：2017年10月10日
当日有権者数：41万6667人 最終投票率：60.51%（前回比：0.04%） （全国投票率：53.68%（1.02%））
| 当落 | 候補者名 | 年齢 | 所属党派   | 新旧 | 得票数    | 得票率 | 惜敗率 | 推薦・支持 | 重複 |
| ---- | -------- | ---- | ---------- | ---- | --------- | ------ | ------ | ---------- | ---- |
| 当   | 大西健介 | 46   | 希望の党   | 前   | 116,471票 | 47.42% | ――     |            | 〇   |
| 比当 | 大見正   | 59   | 自由民主党 | 前   | 109,581票 | 44.61% | 94.08% | 公明党推薦 | 〇   |
|      | 下島良一 | 71   | 日本共産党 | 新   | 19,589票  | 7.97%  | 16.82% |            |      |

- 大見は2019年1月27日に安城市長選挙に立候補し自動失職した（結果は落選）[3]。

時の内閣：第2次安倍改造内閣 解散日：2014年11月21日 公示日：2014年12月2日
当日有権者数：39万9518人 最終投票率：60.55%（前回比：3.59%） （全国投票率：52.66%（6.66%））
| 当落 | 候補者名 | 年齢 | 所属党派   | 新旧 | 得票数    | 得票率 | 惜敗率 | 推薦・支持 | 重複 |
| ---- | -------- | ---- | ---------- | ---- | --------- | ------ | ------ | ---------- | ---- |
| 当   | 大西健介 | 43   | 民主党     | 前   | 116,652票 | 49.62% | ――     |            | ○    |
| 比当 | 大見正   | 56   | 自由民主党 | 前   | 101,144票 | 43.03% | 86.71% | 公明党推薦 | ○    |
|      | 宮地勲   | 60   | 日本共産党 | 新   | 17,285票  | 7.35%  | 14.82% |            |      |

時の内閣：野田第3次改造内閣 解散日：2012年11月16日 公示日：2012年12月4日
当日有権者数：39万4757人 最終投票率：64.14%（前回比：11.55%） （全国投票率：59.32%（9.96%））
| 当落 | 候補者名 | 年齢 | 所属党派     | 新旧 | 得票数   | 得票率 | 惜敗率 | 推薦・支持   | 重複 |
| ---- | -------- | ---- | ------------ | ---- | -------- | ------ | ------ | ------------ | ---- |
| 当   | 大見正   | 54   | 自由民主党   | 新   | 98,670票 | 40.31% | ――     | 公明党推薦   | ○    |
| 比当 | 大西健介 | 41   | 民主党       | 前   | 97,187票 | 39.70% | 98.50% | 国民新党推薦 | ○    |
|      | 小林興起 | 68   | 日本未来の党 | 前   | 37,405票 | 15.28% | 37.91% | 新党大地推薦 | ○    |
|      | 宮地勲   | 58   | 日本共産党   | 新   | 11,514票 | 4.70%  | 11.67% |              |      |

- 小林は第45回では比例東京ブロック単独候補で当選（民主党）。第44回以前は東京10区にて活動していた。

時の内閣：麻生内閣 解散日：2009年7月21日 公示日：2009年8月18日
当日有権者数：38万6936人 最終投票率：75.69%（前回比：3.76%） （全国投票率：69.28%（1.77%））
| 当落 | 候補者名 | 年齢 | 所属党派   | 新旧 | 得票数    | 得票率 | 惜敗率 | 推薦・支持 | 重複 |
| ---- | -------- | ---- | ---------- | ---- | --------- | ------ | ------ | ---------- | ---- |
| 当   | 大西健介 | 38   | 民主党     | 新   | 154,779票 | 53.79% | ――     |            | ○    |
| 比当 | 大村秀章 | 49   | 自由民主党 | 前   | 128,995票 | 44.83% | 83.34% |            | ○    |
|      | 室田隆   | 46   | 幸福実現党 | 新   | 3,950票   | 1.37%  | 2.55%  |            |      |

- 大村は2011年に愛知県知事へ転身。

時の内閣：第2次小泉改造内閣 解散日：2005年8月8日 公示日：2005年8月30日
当日有権者数：36万9801人 最終投票率：71.93%（前回比：5.63%） （全国投票率：67.51%（7.65%））
| 当落 | 候補者名 | 年齢 | 所属党派   | 新旧 | 得票数    | 得票率 | 惜敗率 | 推薦・支持 | 重複 |
| ---- | -------- | ---- | ---------- | ---- | --------- | ------ | ------ | ---------- | ---- |
| 当   | 大村秀章 | 45   | 自由民主党 | 前   | 139,022票 | 53.08% | ――     |            | ○    |
|      | 島聡     | 47   | 民主党     | 前   | 109,593票 | 41.84% | 78.83% |            | ○    |
|      | 中村健   | 58   | 日本共産党 | 新   | 13,311票  | 5.08%  | 9.57%  |            |      |

時の内閣：第1次小泉第2次改造内閣 解散日：2003年10月10日 公示日：2003年10月28日
当日有権者数：36万1655人 最終投票率：66.3% （全国投票率：59.86%（2.63%））
| 当落 | 候補者名 | 年齢 | 所属党派   | 新旧 | 得票数    | 得票率 | 惜敗率 | 推薦・支持 | 重複 |
| ---- | -------- | ---- | ---------- | ---- | --------- | ------ | ------ | ---------- | ---- |
| 当   | 大村秀章 | 43   | 自由民主党 | 前   | 114,092票 | 48.44% | ――     |            | ○    |
| 比当 | 島聡     | 45   | 民主党     | 前   | 109,670票 | 46.56% | 96.12% |            | ○    |
|      | 高林誠   | 61   | 日本共産党 | 新   | 11,765票  | 5.00%  | 10.31% |            |      |

時の内閣：第1次森内閣 解散日：2000年6月2日 公示日：2000年6月13日 （全国投票率：62.49%（2.84%））
| 当落 | 候補者名 | 年齢 | 所属党派   | 新旧 | 得票数    | 得票率 | 惜敗率 | 推薦・支持 | 重複 |
| ---- | -------- | ---- | ---------- | ---- | --------- | ------ | ------ | ---------- | ---- |
| 当   | 大村秀章 | 40   | 自由民主党 | 前   | 104,731票 | 45.90% | ――     |            | ○    |
| 比当 | 島聡     | 42   | 民主党     | 前   | 104,392票 | 45.75% | 99.68% |            | ○    |
|      | 宮川金彦 | 52   | 日本共産党 | 新   | 15,880票  | 6.96%  | 15.16% |            |      |
|      | 志良以憲 | 30   | 自由連合   | 新   | 3,164票   | 1.39%  | 3.02%  |            |      |

時の内閣：第1次橋本内閣 解散日：1996年9月27日 公示日：1996年10月8日 （全国投票率：59.65%（8.11%））
| 当落 | 候補者名 | 年齢 | 所属党派   | 新旧 | 得票数   | 得票率 | 惜敗率 | 推薦・支持 | 重複 |
| ---- | -------- | ---- | ---------- | ---- | -------- | ------ | ------ | ---------- | ---- |
| 当   | 島聡     | 38   | 新進党     | 新   | 87,991票 | 46.78% | ――     |            |      |
| 比当 | 大村秀章 | 36   | 自由民主党 | 新   | 80,629票 | 42.86% | 91.63% |            | ○    |
|      | 高林誠   | 53   | 日本共産党 | 新   | 19,484票 | 10.36% | 22.14% |            |      |